# Chêne-Pâquier
Pour les articles homonymes, voir Chêne (homonymie) et Pâquier.
Chêne-Pâquier est une commune suisse du canton de Vaud, située dans le district du Jura-Nord vaudois.

## Histoire
Les villages de Chêne-Pâquier furent cités sous les noms de Pascua en 1462, Pasquier en 1517 et loz Chanoz en 1550. Chêne-Pâquier relevait de la seigneurie de Saint-Martin-du-Chêne, dont le château et le bourg disparu se trouvaient sur la commune de Molondin. La commune faisait ensuite partie du district d'Yverdon de 1798 à 2007.
L'église de Saint-Martin, paroissiale en 1228, fut transférée au Pâquier en 1667 et un nouveau temple construit ; elliptique, restauré en 1903 et 1963-1973, il est l'un des premiers temples neufs de Suisse construits depuis la Réforme (cloches du XVe siècle et de 1644). La paroisse du Pâquier comprenait les annexes de Molondin et Démoret ; elle fusionna avec celle de Donneloye en 1990. La maison de commune servant d'école se trouvait au Chêne depuis 1818 et un nouveau collège fut construit en 1949. Le pont du Covet sur le ruisseau des Vaux vers Chavannes-le-Chêne date de 1733, à l'origine avec cabaret et moulin attenants. Le remaniement parcellaire fut effectué en 1932.

## Population

### Surnom
Les habitants de la commune sont surnommés les Ânes.

### Démographie
Chêne-Pâquier compte 5 feux au Chêne et 2 au Pâquier en 1550 puis 99 habitants en 1764, 224 en 1850, 172 en 1900, 193 en 1910, 130 en 1941, 145 en 1950, 104 en 2000 et 162 au 31 décembre 2022.

## Politique

### Liste des syndics de Chêne-Pâquier
- ?-1901 : Aimé Pochon.
- 1901-? : Edouard Centlivres.

## Monuments et curiosités
- L'Église protestante (temple) a été élevée par l'architecte bernois Abraham Dünz l'Aîné en 1667. Elle est le premier exemple en Suisse d'une église conçue pour le culte protestant dont le plan ovoïdal s'inspire du Temple de Paradis construit à Lyon en 1564 et détruit peu après. Sur l'extérieur s'ouvrent quatre fenêtres à remplage et un portail de style Renaissance. L'intérieur est très dépouillé et ne comporte aucune division. Il est couvert par un toit en charpente soutenu par quatre piliers en bois.
- Près du village de Chêne-Paquier se trouve la tour Saint-Martin du Chêne. Elle consiste en un donjon carré massif, seul vestige d'un ancien château remontant au 13e s. et construit par les seigneurs du lieu qui fondèrent à la même époque le bourg aujourd'hui en ruines[5].

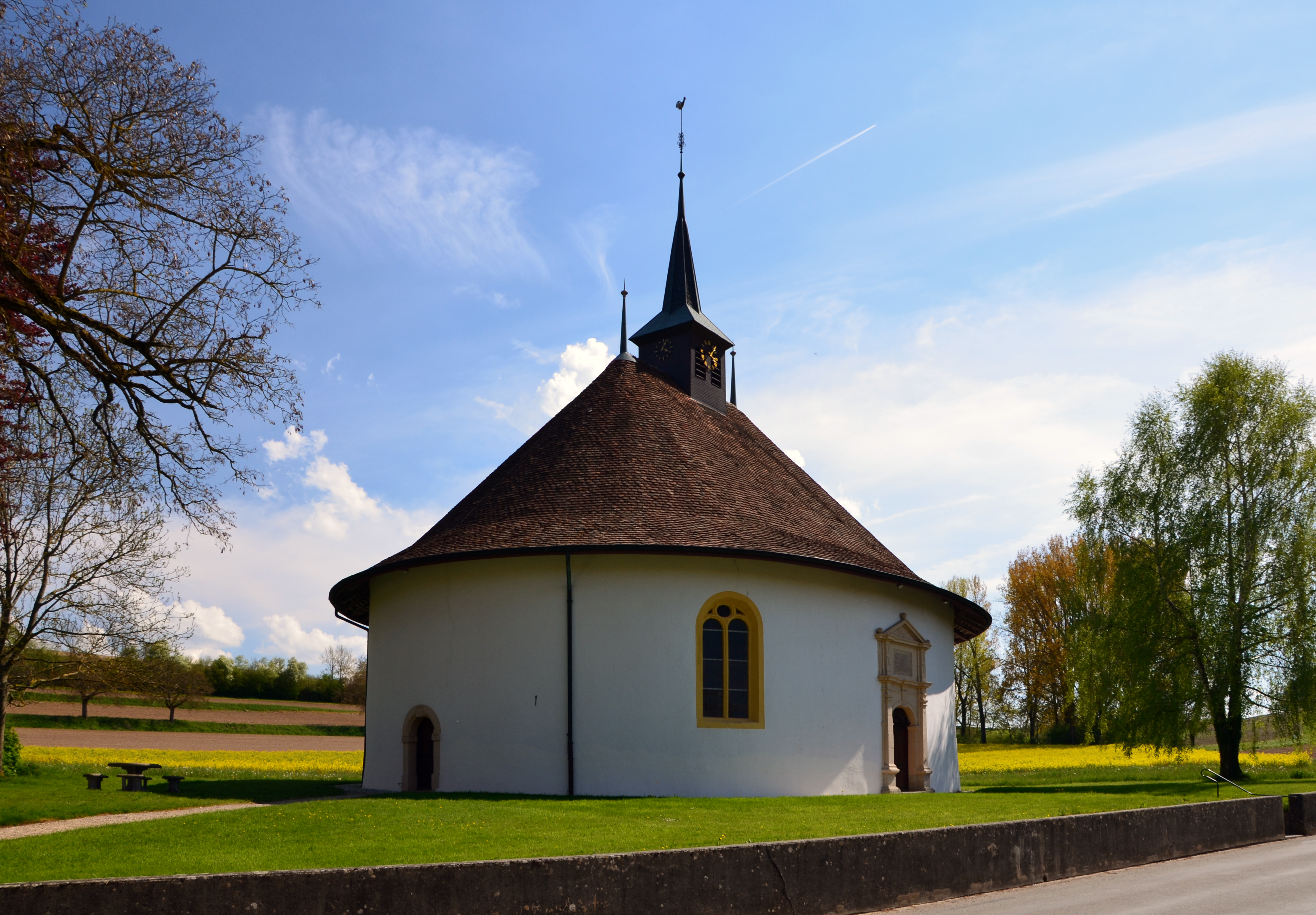
Le temple de Chêne-Pâquier.

Photo aérienne (1963).